# Donald Boal
Donald Boal, né le 20 septembre 1907 à Toronto et mort le 31 juillet 1953 à Ottawa, est un rameur d'aviron canadien.

## Palmarès

### Jeux olympiques
- Los Angeles 1932
  -  Médaille de bronze en huit[1].